# Легендарни земи
„Легендарни земи“ (на английски: Fabled Lands) е поредица от фентъзи книги-игри, написани от утвърдените автори Дейв Морис и Джейми Томсън и издадени от „Пан Буукс“, подразделение на „Макмилън“ през 90-те години на XX век. Кориците са дело на Кевин Дженкинс, а Ръс Никълсън и Арън Потие са автори на картите и вътрешните илюстрации.
Първоначално замислена като поредица от 12 книги, само шест от тях са публикувани между 1995 и 1996 година, преди поредицата да бъде спряна. Първите две от тях са публикувани под името „Куест“ (Quest) в САЩ от „Прайс Стърн Слоун“. Кампания в „Кикстартър“ започва през 2015 година, за да подсигури издаването на седма книга, която достига целите си за 45 минути. През 2018 година излизат общо 14 книги от подновената поредица. Поредицата книги-игри е реализирана и като компютърна поредица от „Прайм Геймс“.